# Afrodiziak
Afrodiziak è il secondo singolo tratto dall'album d'esordio dei Bran Van 3000, Glee. I Bran Van 3000 nel singolo duettano con il gruppo hip pop statunitense Gravediggaz. Inoltre è compresa una traccia inedita Sampler Happy.

## Tracce
- Versione Standard

1. Afrodiziak (Radio Edit) - 3:40
2. Sampler Happy - 5:18

- Seconda versione standard (14 settembre 1998 Versione EP)

1. Afrodiziak - 4:40 (US Album Version)
2. Afrodiziak - 3:53 (Canadian Album Version)
3. Sampler Happy - 5:18
4. Forest - 4:13 [French Version]